# Konrad Bloch
Konrad Emil Bloch (ur. 21 stycznia 1912 w Nysie, zm. 15 października 2000 w Burlington w stanie Massachusetts) – amerykański biochemik pochodzenia niemieckiego. Laureat Nagrody Nobla z fizjologii i medycyny z 1964 roku.

## Życiorys
Urodził się w Nysie, jego rodzicami byli Fritz Bloch i jego żona Hedwig, z domu Striemer. W Nysie uczęszczał do szkoły podstawowej oraz do gimnazjum, a w miejscowym Carolinum uzyskał maturę. W 1930 roku wyjechał do Monachium, aby studiować chemię na Uniwersytecie Technicznym. Wśród jego wykładowców był Hans Fischer, który zainteresował Konrada Blocha chemią organiczną, a zwłaszcza badaniami struktury związków naturalnych. Duży wpływ na jego zainteresowania naukowe miały też wykłady organizowane przez Monachijskie Towarzystwo Chemiczne (Münchener Chemische Gesellschaft), które wygłaszali m.in. Adolf Windaus, Heinrich Wieland czy Richard Willstätter.
W 1934, po dojściu Adolfa Hitlera do władzy, opuścił Niemcy ze względu na swoje żydowskie pochodzenie. Schronił się w Szwajcarii, tymczasowo zatrudnił się tam w Schweizerische Forschungsinstitut w Davos, a w 1936 roku wyjechał do Stanów Zjednoczonych, gdzie podjął studia na Wydziale Biochemii Columbia University pod kierunkiem Hansa Clarke. W 1938 roku uzyskał tam stopień doktora biochemii. po czym podjął pracę w zespole badawczym Rudolpha Schoenheimera. W 1942 roku rozpoczął tam współpracę z Davidem Rittenbergiem nad mechanizmem biosyntezy cholesterolu.
W 1946 roku podjął pracę na stanowisku Assistant Professor na University of Chicago, w 1950 został tam profesorem. Prowadził wówczas badania dotyczące enzymatycznej syntezy glutationu. W 1953 roku dzięki stypendium Fundacji Guggenheima odbył wizytę naukową w Instytucie Chemii Organicznej w ETH w Zurychu, gdzie współpracował m.in. z Leopoldem Ružičką i Vladimirem Prelogiem.
W 1954 roku Konrad Bloch otrzymał stanowisko profesora biochemii (Higgins Professor of Biochemistry) na Wydziale Biochemii Uniwersytetu Harvarda, od 1968 roku kierował tym wydziałem. Kontynuował badania dotyczące biosyntezy steroli i terpenów, a także reakcjami enzymatycznymi prowadzącymi do uzyskiwania nienasyconych kwasów tłuszczowych. Przeszedł na emeryturę w 1982 roku.

## Praca naukowa
Podczas badań prowadzonych wspólnie z Davidem Rittenbergiem, Bloch zaobserwował, że podczas naturalnej syntezy cholesterolu głównym budulcem jest kwas octowy. We współpracy m.in. z Feodorem Lynenem, Johnem Cornforthem i George'em Popjákiem, udało mu się ustalić sekwencję reakcji zachodzących podczas tego procesu.
W 1964 otrzymał, razem z Feodorem Lynenem, Nagrodę Nobla, za badania nad zwalczaniem i zapobieganiem miażdżycy, w szczególności za odkrycie przebiegu syntezy cholesterolu w organizmie ludzkim.

## Życie prywatne
W 1941 roku ożenił się z Lore Teutsch, Niemką z Monachium. Mieli dwoje dzieci, Petera i Susan.